# Umeh Emmanuel
Umeh Emmanuel, né le 31 août 2004 à Keffi au Nigeria, est un footballeur nigérian qui évolue au poste d'ailier gauche au FC Zurich.

## Biographie

### En club
Né à Keffi au Nigeria, Umeh Emmanuel commence le football à l'académie Right2win puis au FDC Vista, un centre de développement du football en Russie, détenu par Anton Zingarevitch, également propriétaire du Botev Plovdiv, où Emmanuel s'engage en 2022. 
Il joue son premier match en professionnel avec le Botev Plovdiv le 15 octobre 2022 lors d'une rencontre de championnat face au Pirin Blagoevgrad. Il entre en jeu à la place d'Emmanuel Toku et son équipe s'impose par trois buts à un. 
Emmanuel se fait remarquer 21 octobre 2023 en réalisant son premier doublé, lors d'une rencontre de championnat face au Botev Vratsa. Entré en jeu à la place de Faustas Steponavicius, il participe à la victoire de son équipe par cinq buts à trois.
Le 8 juillet 2024, Umeh Emmanuel rejoint la Suisse pour s'engager en faveur du FC Zurich. Il signe un contrat de cinq ans, soit jusqu'en juin 2029.

### En sélection
Umeh Emmanuel représente l'équipe du Nigeria des moins de 20 ans. Il est retenu avec cette sélection pour participer à la coupe du monde des moins de 20 ans en 2023.